# Thomas Hobbes
Thomas Hobbes (/hɒbz/ HOBZ; 5 de abril de 1588 – 4 de dezembro de 1679) foi um filósofo inglês, mais conhecido por seu livro de 1651 Leviatã, no qual ele expõe uma formulação influente da teoria do contrato social. Ele é considerado um dos fundadores da filosofia política moderna.
Em sua juventude, ofuscada pela saída de seu pai após uma briga, ele foi criado sob os cuidados de seu tio rico. A trajetória acadêmica de Hobbes começou em Westport, levando-o à Universidade de Oxford, onde teve contato com literatura clássica e matemática. Em seguida, graduou-se na Universidade de Cambridge em 1608. Ele tornou-se tutor da Família Cavendish, o que o conectou a círculos intelectuais e iniciou suas longas viagens pela Europa. Essas experiências, incluindo encontros com figuras como Galileu, moldaram seu desenvolvimento intelectual.
Após retornar à Inglaterra, vindo da França em 1637, Hobbes testemunhou a destruição e brutalidade da Guerra Civil Inglesa (1642–1651) entre Parlamentares e Realistas, fato que influenciou fortemente sua defesa de um soberano absolutista em Leviatã, como solução para o conflito humano e a desintegração social. Além da teoria do contrato social, Leviatã também popularizou ideias como o estado de natureza (a “guerra de todos contra todos”) e as leis da natureza. Outras obras de destaque incluem a trilogia De Cive (1642), De Corpore (1655) e De Homine (1658), bem como a obra póstuma Behemoth (1681).
Hobbes contribuiu para várias áreas, como história, jurisprudência, geometria, óptica, teologia, traduções de obras clássicas, ética e filosofia em geral, caracterizando-o como um polímata. Apesar de controvérsias e desafios — incluindo acusações de ateísmo e debates acalorados com contemporâneos — a obra de Hobbes influenciou profundamente o entendimento sobre a estrutura política e a natureza humana.

## Biografia

### Primeiros anos
Thomas Hobbes nasceu em 5 de abril de 1588 (Estilo Antigo) em Westport, atualmente parte de Malmesbury, em Wiltshire, Inglaterra. Tendo nascido prematuramente quando sua mãe ouviu sobre a iminente invasão da Armada Espanhola, Hobbes relatou mais tarde que “minha mãe deu à luz gêmeos: eu e o medo.” Hobbes tinha um irmão, Edmund, cerca de dois anos mais velho, e uma irmã, Anne.
Embora a infância de Thomas Hobbes seja em grande parte desconhecida, assim como o nome de sua mãe, sabe-se que o pai de Hobbes, Thomas Sr., era o vigário de Charlton e de Westport. Segundo John Aubrey, biógrafo de Hobbes, Thomas Sr. era sem instrução formal e “desprezava o aprendizado.” Ele se envolveu em uma briga com o clero local em frente à sua igreja, forçando-o a deixar Londres. Como resultado, a família ficou sob os cuidados do irmão mais velho de Thomas Sr., Francis, um rico fabricante de luvas que não tinha família.

#### Educação
Hobbes foi educado na igreja de Westport a partir dos quatro anos, estudou na escola de Malmesbury e depois em uma escola particular mantida por Robert Latimer, um jovem graduado pela Universidade de Oxford. Hobbes era um bom aluno e, entre 1601 e 1602, ingressou em Magdalen Hall, instituição que precedeu o Hertford College, Oxford, onde foi ensinado lógica escolástica e matemática. O diretor da instituição, John Wilkinson, era puritano e exerceu alguma influência sobre Hobbes. Antes de ir para Oxford, Hobbes traduziu Medea, de Eurípides, do grego para versos em Latim.
Na universidade, Thomas Hobbes parece ter seguido seu próprio currículo, pois pouco se interessava pelo aprendizado escolástico. Deixando Oxford, Hobbes completou o B.A. degree por incorporação no St John's College, Cambridge, em 1608. Ele foi recomendado por Sir James Hussey, seu mestre em Magdalen, como tutor de William, filho de William Cavendish, Barão de Hardwick (que mais tarde se tornaria Conde de Devonshire), iniciando assim uma conexão vitalícia com essa família. William Cavendish ascendeu ao título de nobreza após a morte de seu pai em 1626, mantendo-o por dois anos antes de seu falecimento em 1628. Seu filho, também chamado William, tornou-se o 3.º Conde de Devonshire. Hobbes atuou como tutor e secretário para ambos. O irmão mais novo do 1.º Conde, Charles Cavendish, teve dois filhos que foram patronos de Hobbes. O mais velho, William Cavendish, posteriormente 1.º Duque de Newcastle, foi um importante apoiador de Carlos I durante a Guerra Civil Inglesa, financiando pessoalmente um exército para o rei, tendo sido governador do Príncipe de Gales, Carlos James, Duque da Cornualha. Foi a esse William Cavendish que Hobbes dedicou Elements of Law.
Hobbes tornou-se companheiro do jovem William Cavendish, e ambos participaram de um grande tour pela Europa entre 1610 e 1615. Hobbes foi exposto aos métodos científicos e críticos europeus durante a viagem, em contraste com a filosofia escolástica que aprendera em Oxford. Em Veneza, fez amizade com Fulgenzio Micanzio, associado de Paolo Sarpi, um estudioso e estadista veneziano.
Seus esforços acadêmicos na época concentraram-se em estudar cuidadosamente autores clássicos gregos e latinos, resultando, em 1628, em sua tradução da História da Guerra do Peloponeso, de Tucídides, a primeira tradução desse trabalho diretamente do grego para o inglês. Hobbes professava profunda admiração por Tucídides, elogiando-o como “o historiador mais político que já escreveu,” e um estudioso sugeriu que “a leitura de Tucídides por Hobbes confirmou, ou talvez cristalizou, as linhas gerais e muitos detalhes do próprio pensamento de [Hobbes].” Defende-se que três dos discursos da publicação de 1620, conhecida como Horae Subsecivae: Observations and Discourses, também representem trabalhos de Hobbes desse período.
Embora tenha convivido com figuras literárias como Ben Jonson e trabalhado brevemente como Francis Bacon’s amanuense — traduzindo vários de seus Essays para o latim, — Hobbes só mergulhou na filosofia depois de 1629. Em junho de 1628, seu empregador Cavendish, então Conde de Devonshire, morreu de peste, e sua viúva, a condessa Christian, dispensou Hobbes.

### Em Paris (1629–1637)
Hobbes logo (em 1629) encontrou trabalho como tutor de Gervase Clifton, filho de Sir Gervase Clifton, 1º Baronete, permanecendo nessa função até novembro de 1630. Passou a maior parte desse período em Paris. Depois disso, voltou a trabalhar com a família Cavendish, atuando como tutor de William Cavendish, 3º Conde de Devonshire, filho mais velho de seu antigo pupilo. Nos sete anos seguintes, além de tutor, expandiu seus próprios conhecimentos de filosofia, despertando nele curiosidade sobre debates filosóficos centrais. Em 1636, visitou Galileu em Florença, que estava em prisão domiciliar após sua condenação, e, mais tarde, tornou-se um debatedor regular em grupos filosóficos em Paris, reunidos em torno de Marin Mersenne.
O primeiro campo de estudo de Hobbes foi o interesse pela doutrina física do movimento e impulso físico. Apesar de seu interesse, ele desprezava o trabalho experimental próprio da física. Avançou, então, rumo à concepção do sistema de pensamento que elaboraria por toda a vida. Seu plano era, primeiramente, desenvolver, em um tratado separado, uma doutrina sistemática do corpo, mostrando como fenômenos físicos eram universalmente explicáveis em termos de movimento, ao menos como então se entendia movimento ou ação mecânica. Em seguida, ele distinguiria o Homem do restante da Natureza e dos vegetais. Então, em outro tratado, mostraria quais movimentos corporais específicos estariam envolvidos na produção dos fenômenos particulares de sensação, conhecimento, afeições e paixões, pelos quais o Homem se relaciona com o Homem. Finalmente, em seu tratado culminante, argumentaria como os Homens se veem impelidos a entrar em sociedade, e como isso deve ser regulado para que não se revertam à “brutalidade e miséria.” Assim, ele propôs unificar os fenômenos separados de Corpo, Homem e Estado.

### Na Inglaterra (1637–1641)
Hobbes voltou para casa vindo de Paris, em 1637, para um país em ebulição, o que o impediu de executar tranquilamente seu plano filosófico. Entretanto, no fim do Short Parliament em 1640, ele já havia escrito um breve tratado chamado The Elements of Law, Natural and Politic. A obra não foi publicada; circulou apenas como manuscrito entre seus conhecidos. Uma versão pirata, porém, foi publicada cerca de dez anos depois. Embora pareça que grande parte de The Elements of Law tenha sido composta antes da instalação do Short Parliament, há trechos polêmicos claramente marcados pelas influências da crescente crise política. De toda forma, muitos (embora não todos) aspectos do pensamento político de Hobbes permaneceram inalterados entre The Elements of Law e Leviatã, demonstrando que os eventos da Guerra Civil Inglesa tiveram pouco efeito em sua metodologia contratualista. No entanto, os argumentos em Leviatã foram modificados em relação a The Elements of Law no que concerne à necessidade de consentimento na criação da obrigação política: Hobbes escreveu, em The Elements of Law, que reinos patrimoniais não eram necessariamente formados pelo consentimento dos governados, enquanto em Leviatã argumentou que eram. Talvez isso reflita as reflexões de Hobbes sobre a "engagement controversy" ou sua reação aos tratados publicados por Sir Robert Filmer (de tendência patriarcalista) entre 1640 e 1651.
Quando, em novembro de 1640, o Long Parliament sucedeu o Short Parliament, Hobbes entendeu estar em desfavor por conta da circulação de seu tratado e fugiu para Paris. Não retornou por 11 anos. Em Paris, ele se uniu novamente ao círculo de Mersenne e escreveu uma crítica às Meditations on First Philosophy, de René Descartes, impressa como a terceira série de “Objeções” acrescentadas, com as “Respostas” de Descartes, em 1641. Uma outra série de observações sobre obras de Descartes só serviu para encerrar a correspondência entre ambos.
Hobbes também ampliou seus próprios trabalhos, dedicando-se à terceira parte, De Cive, concluída em novembro de 1641. Embora inicialmente só circulasse de forma privada, foi bem recebida, e incluía linhas de argumentação que seriam repetidas uma década depois em Leviatã. Em seguida, retomou firmemente o trabalho nas duas primeiras partes de seu projeto, publicando apenas um breve tratado sobre óptica (Tractatus opticus), incluído na coletânea de tratados científicos publicados por Mersenne como Cogitata physico-mathematica em 1644. Ele construiu boa reputação em círculos filosóficos e, em 1645, foi escolhido, junto de Descartes, Gilles de Roberval e outros, para arbitrar a controvérsia entre John Pell e Longomontanus sobre o problema de quadratura do círculo.

### Período da Guerra Civil (1642–1651)
A Guerra Civil Inglesa começou em 1642, e quando a causa realista começou a declinar em meados de 1644, muitos realistas chegaram a Paris e eram conhecidos de Hobbes. Isso reavivou o interesse político de Hobbes, e o De Cive foi republicado e mais amplamente distribuído. A impressão começou em 1646 por Samuel de Sorbiere via a imprensa Elsevier em Amsterdã, com um novo prefácio e algumas notas adicionais em resposta às objeções.
Em 1647, Hobbes assumiu a posição de instrutor de matemática do jovem Carlos, Príncipe de Gales, que chegara a Paris vindo de Jersey por volta de julho. Esse compromisso durou até 1648, quando Carlos foi para a Holanda.

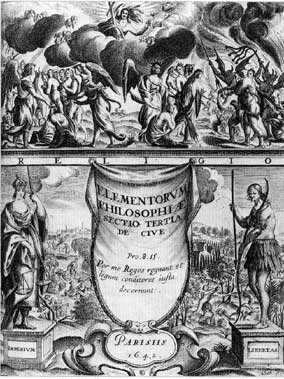
Frontispício de De Cive (1642)

A companhia de realistas exilados levou Hobbes a produzir Leviatã, no qual expôs sua teoria de governo civil em relação à crise política desencadeada pela guerra. Hobbes comparou o Estado a um monstro (Leviatã) composto de homens, criado sob pressão das necessidades humanas e dissolvido pelo conflito civil gerado pelas paixões humanas. A obra encerra com uma “Review and Conclusion” geral, em resposta à guerra, que responde à pergunta: um súdito tem o direito de mudar de aliança quando o poder de um soberano anterior de protegê-lo é irremediavelmente perdido?
Nos anos em que compôs Leviatã, Hobbes permaneceu em Paris ou nas proximidades. Em 1647, sofreu uma doença quase fatal que o incapacitou por seis meses. Ao se recuperar, retomou seu trabalho literário e o finalizou em 1650. Nesse meio-tempo, uma tradução de De Cive estava em andamento; estudiosos divergem se foi o próprio Hobbes que a traduziu.
Em 1650, surgiu uma edição pirata de The Elements of Law, Natural and Politic. Foi dividida em dois volumes pequenos: Human Nature, or the Fundamental Elements of Policie e De corpore politico, or the Elements of Law, Moral and Politick.
Em 1651, a tradução de De Cive foi publicada sob o título Philosophical Rudiments concerning Government and Society. Na mesma época, prosseguia a impressão de sua grande obra, que finalmente apareceu em meados de 1651, intitulada Leviatã, ou a Matéria, Forma e Poder de uma Riqueza Comum, Eclesiástica e Civil. Trazia uma famosa gravura na página de rosto, retratando um gigante coroado da cintura para cima, pairando sobre colinas com uma espada e um cajado (crozier), formado por pequenas figuras humanas. A obra teve impacto imediato. Logo, Hobbes foi mais aclamado e atacado do que qualquer outro pensador de seu tempo. O primeiro efeito da publicação foi romper seus laços com os realistas exilados, que poderiam tê-lo matado. O espírito secular de seu livro irritou profundamente tanto anglicanos quanto católicos franceses. Hobbes recorreu ao governo revolucionário inglês em busca de proteção e fugiu de volta para Londres no inverno de 1651. Após submeter-se ao Conselho de Estado, pôde viver em vida privada em Fetter Lane.

### Vida posterior

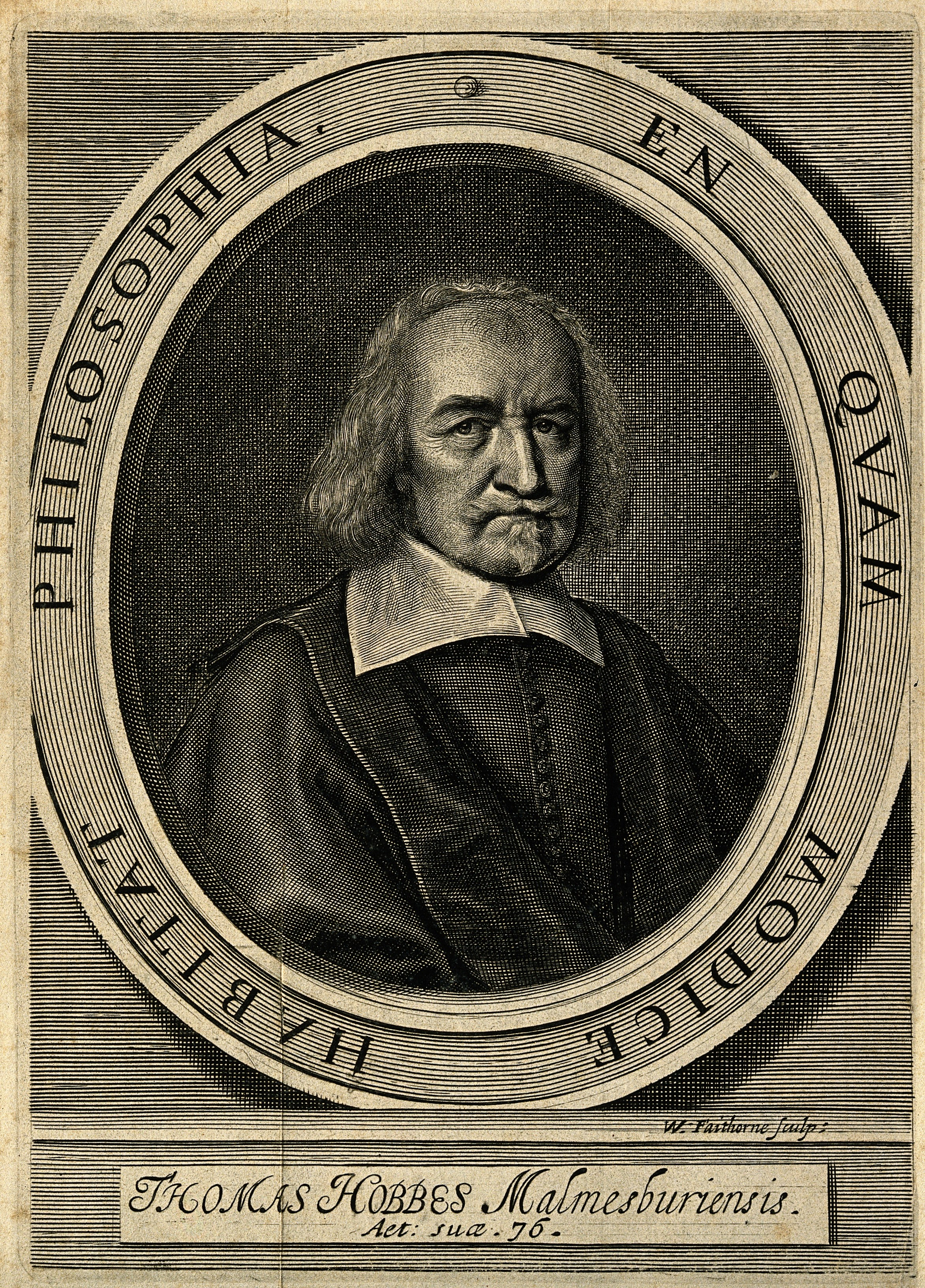
Thomas Hobbes. Gravura de William Faithorne, 1668

Em 1658, Hobbes publicou a parte final de seu sistema filosófico, completando o esquema que planejava havia mais de 19 anos. De Homine consistia, em grande parte, em uma teoria elaborada da visão. O restante do tratado abordava parte dos temas discutidos com mais detalhe em Human Nature e em Leviatã. Além de publicar trabalhos polêmicos sobre matemática — incluindo áreas como geometria —, Hobbes continuou a produzir escritos filosóficos.
A partir da Restauração, ele ganhou nova proeminência; “Hobbismo” tornou-se sinônimo de tudo que a sociedade considerada respeitável deveria denunciar. O jovem rei — o antigo pupilo de Hobbes, agora Carlos II — lembrou-se dele e o chamou à corte, concedendo-lhe uma pensão de 100 libras.
O rei foi crucial para proteger Hobbes quando, em 1666, a Câmara dos Comuns apresentou um projeto de lei contra o ateísmo e a profanação. Nesse mesmo ano, em 17 de outubro de 1666, ordenou-se que o comitê responsável pelo projeto de lei “fosse autorizado a receber informações sobre livros que fomentassem o ateísmo, a blasfêmia e a profanação... em particular... o livro do Sr. Hobbes intitulado Leviatã”. Hobbes ficou aterrorizado com a possibilidade de ser rotulado como herege, e queimou alguns de seus papéis comprometedores. Ao mesmo tempo, examinou o estado real da lei sobre heresia. Os resultados de sua investigação foram primeiro apresentados em três breves Diálogos, incluídos como um Apêndice na tradução latina de Leviatã, publicada em Amsterdã em 1668. Nesse apêndice, Hobbes buscou mostrar que, desde a supressão do Court of High Commission, não restara qualquer tribunal de heresia ao qual pudesse ser submetido, e que nada poderia ser heresia exceto a oposição ao Credo Niceno — o que, segundo ele, Leviatã não fazia.
A única consequência do projeto de lei foi que Hobbes nunca mais pôde publicar nada na Inglaterra sobre temas relacionados à conduta humana. A edição de 1668 de suas obras foi impressa em Amsterdã porque ele não conseguiu licença do censor para publicá-las na Inglaterra. Outros escritos só viriam a público após sua morte, incluindo Behemoth: the History of the Causes of the Civil Wars of England and of the Counsels and Artifices by which they were carried on from the year 1640 to the year 1662. Por algum tempo, Hobbes não pôde nem responder aos ataques de seus inimigos. Apesar disso, sua reputação no exterior era formidável.
Hobbes passou seus últimos quatro ou cinco anos de vida com seu protetor, William Cavendish, 1º Duque de Devonshire, na propriedade da família, Chatsworth House. Ele era amigo da família desde 1608, quando tutorou um William Cavendish anterior. Após a morte de Hobbes, muitos de seus manuscritos seriam encontrados em Chatsworth House.
Suas últimas obras foram uma autobiografia em versos latinos em 1672 e a tradução de quatro livros da Odisséia em versos “ásperos” em inglês, o que, em 1673, levou a uma tradução completa de Ilíada e Odisseia em 1675.

### Morte

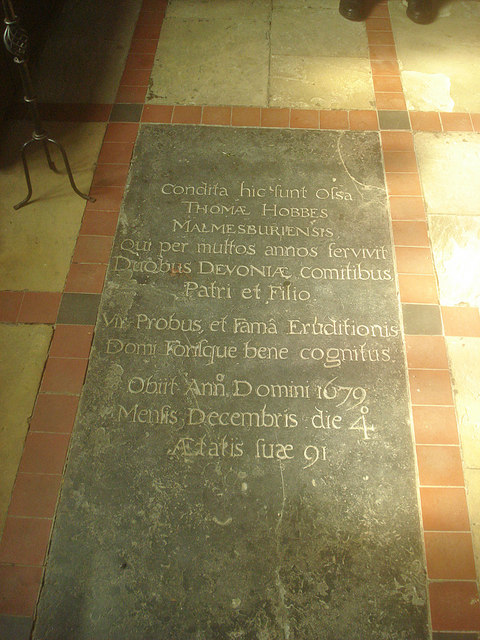
Túmulo de Thomas Hobbes na Igreja de São João Batista, em Ault Hucknall, Derbyshire

Em outubro de 1679, Hobbes sofreu um distúrbio de bexiga e, em seguida, um derrame paralítico, do qual morreu em 4 de dezembro de 1679, aos 91 anos, em Hardwick Hall, propriedade da família Cavendish.
Suas últimas palavras teriam sido “Um grande salto no escuro,” pronunciadas em seus momentos finais de consciência. Seu corpo foi sepultado na Igreja de São João Batista, em Ault Hucknall, Derbyshire.

## Teoria política
Hobbes, influenciado por ideias científicas contemporâneas, desejava que sua teoria política fosse um sistema quase geométrico, em que as conclusões decorressem inevitavelmente das premissas. A principal conclusão prática de sua teoria política é que um Estado ou sociedade não pode ser seguro a menos que esteja nas mãos de um soberano absoluto. Disso decorre a visão de que nenhum indivíduo pode ter direitos de propriedade contra o soberano, e que o soberano pode, portanto, tomar os bens de seus súditos sem seu consentimento. Essa visão ganha importância por ter sido inicialmente desenvolvida na década de 1630, quando Carlos I tentava arrecadar receitas sem o consentimento do Parlamento e, portanto, de seus súditos. Hobbes rejeitou uma das mais famosas teses da política de Aristóteles, a saber, a de que os seres humanos são naturalmente adequados a viver em Pólis e não realizam plenamente sua natureza até exercerem o papel de cidadão. Talvez seja também importante notar que Hobbes extrapolou seu entendimento mecanicista da natureza para o campo social e político, tornando-o um precursor do termo “estrutura social”.

### Leviatã

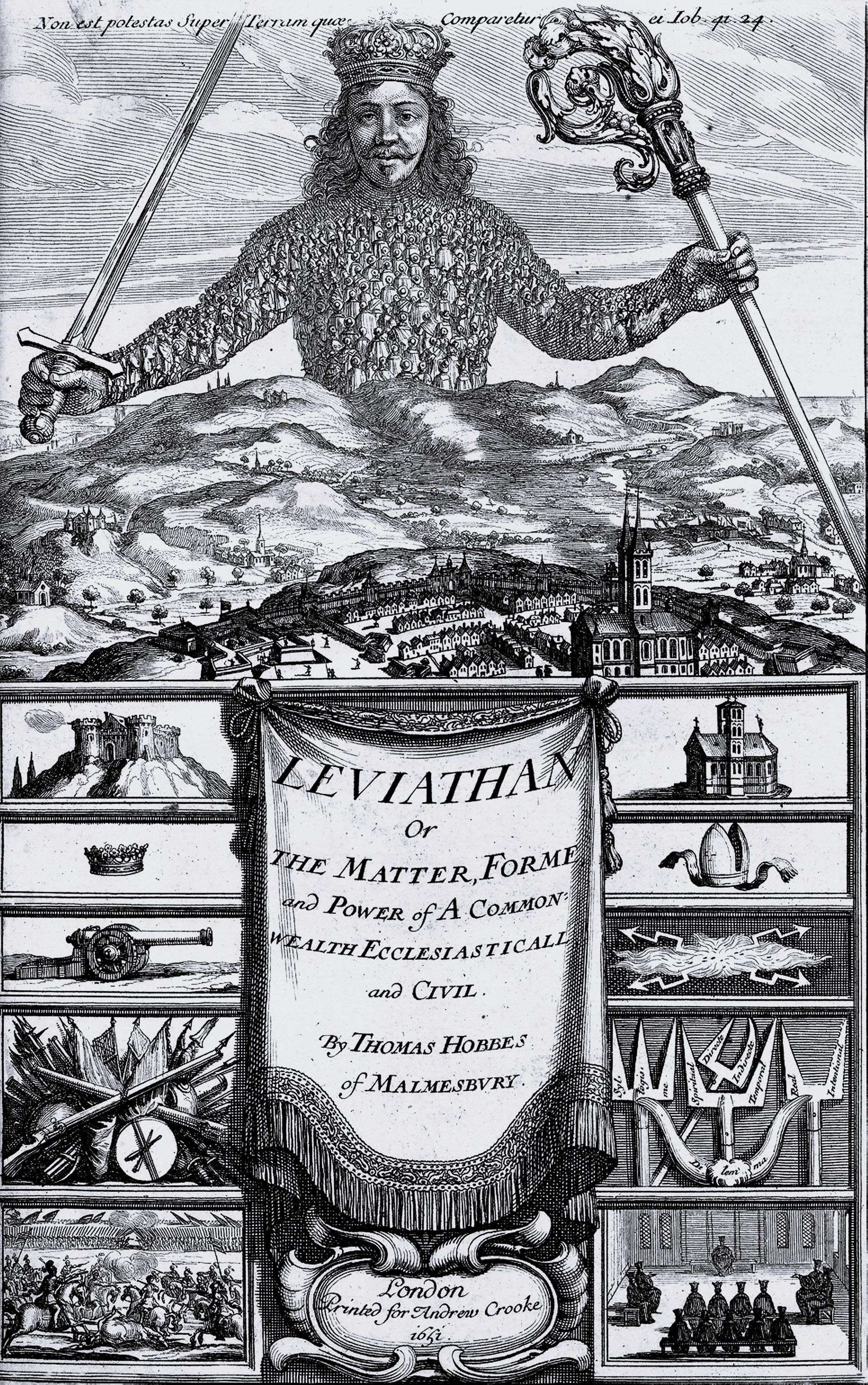
Frontispício de Leviatã

Em Leviatã, Hobbes expôs sua doutrina sobre o fundamento dos estados e governos legítimos, criando uma ciência objetiva da moral. Boa parte do livro dedica-se a demonstrar a necessidade de uma autoridade central forte para evitar o mal da discórdia e da guerra civil.Partindo de uma compreensão mecanicista dos seres humanos e de suas paixões, Hobbes postula como seria a vida sem governo, condição que ele chama de estado de natureza. Nesse estado, cada pessoa teria o direito, ou licença, a tudo no mundo. Isso, argumenta Hobbes, levaria a uma “guerra de todos contra todos” (bellum omnium contra omnes). A descrição contém um dos trechos mais conhecidos da filosofia inglesa, que descreve o estado natural da humanidade, caso não houvesse comunidade política:

Em tal condição, não há lugar para a indústria; porque o seu fruto é incerto: e, consequentemente, nenhuma cultura da terra; nenhuma navegação, nem uso das mercadorias que podem ser importadas por mar; nenhum edifício cômodo; nenhum instrumento de mover e remover coisas que exijam muita força; nenhum conhecimento da face da terra; sem conta do tempo; sem artes; sem letras; nenhuma sociedade; e o que é o pior de tudo, medo contínuo e perigo de morte violenta; e a vida do homem, solitária, pobre, desagradável, brutal e curta.
Em tais estados, as pessoas temem a morte e carecem tanto do que é necessário para viver confortavelmente como da esperança de obtê-lo. Assim, para evitar esse estado, as pessoas concordam com um contrato social e estabelecem uma sociedade civil. Segundo Hobbes, a sociedade é composta por uma população e uma autoridade soberana, à qual todos os indivíduos dessa sociedade cedem alguns direitos em troca de proteção. O poder exercido por essa autoridade não pode ser resistido, pois o poder do soberano deriva do fato de cada indivíduo ter renunciado ao seu próprio poder soberano em busca de proteção. Assim, os indivíduos são os autores de todas as decisões tomadas pelo soberano: “aquele que reclama de injúria por parte de seu soberano reclama de algo do qual ele próprio é autor, não devendo acusar ninguém senão a si mesmo, e nem mesmo a si próprio de injúria, pois é impossível cometer injúria contra si mesmo.” Não há, em Hobbes, uma doutrina de separação de poderes. Ele argumenta que qualquer divisão de autoridade conduziria a conflitos internos, pondo em risco a estabilidade fornecida por um soberano absoluto. Para Hobbes, o soberano precisa controlar os poderes civil, militar, judicial e eclesiástico, até mesmo as palavras.

## Oposição

### John Bramhall
Em 1654, um pequeno tratado, Of Liberty and Necessity, dirigido a Hobbes, foi publicado pelo bispo John Bramhall. Bramhall, um firme arminiano, havia encontrado e debatido com Hobbes e depois registrou suas visões enviando-as em forma de carta particular para que Hobbes respondesse. Hobbes de fato respondeu, mas não para publicação. Entretanto, um conhecido francês obteve uma cópia da resposta e a publicou com “uma epístola de tom extremamente elogioso.” Bramhall retrucou em 1655, publicando tudo o que havia se passado entre eles (com o título A Defence of the True Liberty of Human Actions from Antecedent or Extrinsic Necessity).
Em 1656, Hobbes estava pronto com The Questions Concerning Liberty, Necessity and Chance, no qual replicou “com força surpreendente” ao bispo. Como talvez a primeira exposição clara da doutrina psicológica do determinismo, as duas obras de Hobbes foram importantes na história da controvérsia sobre livre-arbítrio. O bispo voltou à carga em 1658, com Castigations of Mr Hobbes's Animadversions, incluindo um volumoso apêndice intitulado The Catching of Leviatã the Great Whale.

### John Wallis
Hobbes se opôs às estruturas acadêmicas vigentes e atacou o sistema das universidades originais em Leviatã. Em seguida, publicou De Corpore, onde expôs não apenas pontos de vista tendenciosos sobre matemática, mas também uma prova incorreta de quadratura do círculo. Tudo isso fez com que matemáticos voltassem suas controvérsias contra ele, e John Wallis se tornasse um de seus oponentes mais persistentes. A partir de 1655, ano de publicação de De Corpore, Hobbes e Wallis trocaram insultos por quase um quarto de século, com Hobbes recusando-se a admitir seu erro até o fim da vida. Após anos de debate, a disputa sobre a quadratura do círculo ganhou tanta notoriedade que se tornou uma das mais famosas rivalidades na história da matemática.

## Visões religiosas
As opiniões religiosas de Hobbes permanecem controversas, sendo-lhe atribuídas desde posições de ateísmo até cristianismo ortodoxo. Em The Elements of Law, Hobbes apresentou um argumento cosmológico para a existência de Deus, dizendo que Deus é “a primeira causa de todas as causas.”
Hobbes foi acusado de ateísmo por diversos contemporâneos; Bramhall o acusou de ensinamentos que poderiam levar ao ateísmo. Essa era uma acusação grave, e o próprio Hobbes escreveu, em sua resposta a The Catching of Leviatã, de Bramhall, que “ateísmo, impiedade e semelhantes são palavras da maior difamação possível.” Hobbes sempre se defendeu de tais acusações. Em épocas mais recentes, sua religiosidade tem sido alvo de análises de estudiosos como Richard Tuck e J. G. A. Pocock, mas não há consenso sobre o real significado das visões incomuns de Hobbes sobre religião.
Como Martinich apontou, no tempo de Hobbes o termo “ateu” frequentemente se aplicava a pessoas que acreditavam em Deus, mas não em divina providência, ou a pessoas que acreditavam em Deus, mas também sustentavam outras crenças consideradas incompatíveis com a ortodoxia cristã. Ele afirma que essa “espécie de discrepância levou a muitos erros na determinação de quem era ateu no período moderno inicial.” Nesse sentido mais amplo do início da modernidade, Hobbes de fato sustentou posições fortemente divergentes das doutrinas da Igreja de sua época. Por exemplo, insistiu repetidamente que não existem substâncias incorpóreas e que todas as coisas, incluindo pensamentos humanos e até mesmo Deus, céu e inferno, são corpóreas, matéria em movimento. Ele argumentava que, “embora a Escritura reconheça espíritos, não afirma em parte alguma que sejam incorpóreos, no sentido de não terem dimensões e quantidade”. (Nessa visão, Hobbes dizia seguir Tertuliano.) Assim como John Locke, também sustentou que a verdadeira revelação jamais poderia entrar em contradição com a razão e a experiência humanas, embora também afirmasse que as pessoas deveriam aceitar a revelação e suas interpretações pela mesma razão que deveriam aceitar os comandos do soberano: para evitar a guerra.
Enquanto estava em Veneza, em viagem, Hobbes conheceu Fulgenzio Micanzio, próximo de Paolo Sarpi, que escrevera contra as pretensões do papado ao poder temporal em resposta ao Interdicto do Papa Paulo V contra a República de Veneza, que se recusava a reconhecer as prerrogativas papais. Tiago I convidara ambos a irem para a Inglaterra em 1612. Micanzio e Sarpi argumentavam que Deus desejava a natureza humana, e que a natureza humana indicava a autonomia do Estado nos assuntos temporais. Quando retornou à Inglaterra em 1615, William Cavendish manteve correspondência com Micanzio e Sarpi, e Hobbes traduziu as cartas deste último do italiano, que circulavam no círculo do Duque.

## Obras
- 1602. Tradução em latim da Medea de Eurípides (perdida).
- 1620. “A Discourse of Tacitus,” “A Discourse of Rome,” e “A Discourse of Laws.” Em The Horae Subsecivae: Observation and Discourses.[48]
- 1626. “De Mirabilis Pecci, Being the Wonders of the Peak in Darby-shire” (publ. 1636) – poema sobre os Sete Maravilhas do Peak.
- 1629. Eight Books of the Peloponnese Warre, tradução com Introdução da História da Guerra do Peloponeso, de Tucídides.
- 1630. A Short Tract on First Principles.[49][50]
  - Autoria duvidosa, pois críticos importantes a atribuem a Robert Payne.[51]
- 1637. A Briefe of the Art of Rhetorique[52]
  - Edição de Molesworth: The Whole Art of Rhetoric.
  - Autoria provável: Enquanto Schuhmann (1998) rejeita firmemente a atribuição dessa obra a Hobbes,[53] a maior parte dos estudiosos discorda da avaliação dele. Depois, Quentin Skinner acabou concordando com Schuhmann.[54][55]
- 1639. Tractatus Opticus II (também chamado de Latin Optical Manuscript).[56][57]
- 1640. Elements of Law, Natural and Politic
  - Inicialmente só circulou em cópias manuscritas; sem autorização de Hobbes, a primeira edição impressa sairia em 1650.
- 1641. Objectiones ad Cartesii Meditationes de Prima Philosophia – 3.ª série de Objeções.
- 1642. Elementorum Philosophiae Sectio Tertia de Cive (latim, 1.ª edição limitada).
- 1643. De Motu, Loco et Tempore[58]
  - Primeira edição (1973) intitulada: Thomas White's De Mundo Examined.
- 1644. Parte do “Praefatio to Mersenni Ballistica”. Em F. Marini Mersenni minimi Cogitata physico-mathematica. In quibus tam naturae quàm artis effectus admirandi certissimis demonstrationibus explicantur.
- 1644. “Opticae, liber septimus” (também conhecido como Tractatus opticus I, escrito em 1640). Em Universae geometriae mixtaeque mathematicae synopsis, organizado por Marin Mersenne.
  - Edição de Molesworth (OL V, pp. 215–248) intitulada: “Tractatus Opticus”.
- 1646. A Minute or First Draught of the Optiques (Harley MS 3360)[59]
  - Molesworth só publicou a dedicatória a Cavendish e a conclusão em EW VII, pp. 467–471.
- 1646. Of Liberty and Necessity (publ. 1654)
  - Publicado sem a permissão de Hobbes.
- 1647. Elementa Philosophica de Cive
  - Segunda edição ampliada, com um novo “Preface to the Reader.”
- 1650. Answer to Sir William Davenant's Preface before Gondibert.
- 1650. Human Nature: or The Fundamental Elements of Policie.
  - Inclui os primeiros treze capítulos de The Elements of Law, Natural and Politic.
  - Publicado sem autorização de Hobbes.
- 1650. The Elements of Law, Natural and Politic (edição pirata)
  - Reempacotado para incluir duas partes:
    - “Human Nature, or the Fundamental Elements of Policie,” cap. 14–19 de Elements, Parte Um (1640)
    - “De Corpore Politico”, Parte Dois de Elements (1640)
- 1651. Philosophicall Rudiments concerning Government and Society – tradução inglesa de De Cive[60]
- 1651. Leviatã, or the Matter, Forme, and Power of a Commonwealth, Ecclesiasticall and Civil
- 1654. Of Libertie and Necessitie, a Treatise
- 1655. De Corpore (em latim)
- 1656. Elements of Philosophy, The First Section, Concerning Body – tradução anônima de De Corpore
- 1656. Six Lessons to the Professor of Mathematics
- 1656. The Questions concerning Liberty, Necessity and Chance – republicação de Of Libertie and Necessitie, a Treatise, acrescida da réplica de Bramhall e da resposta de Hobbes a Bramhall.
- 1657. Stigmai, or Marks of the Absurd Geometry, Rural Language, Scottish Church Politics, and Barbarisms of John Wallis
- 1658. Elementorum Philosophiae Sectio Secunda De Homine
- 1660. Examinatio et emendatio mathematicae hodiernae qualis explicatur in libris Johannis Wallisii
- 1661. Dialogus physicus, sive De natura aeris
- 1662. Problematica Physica
  - Tradução inglesa sob o título: Seven Philosophical Problems (1682)
- 1662. Seven Philosophical Problems, and Two Propositions of Geometry – publicado postumamente
- 1662. Mr. Hobbes Considered in his Loyalty, Religion, Reputation, and Manners. By way of Letter to Dr. Wallis – autobiografia em inglês
- 1666. De Principis & Ratiocinatione Geometrarum
- 1666. A Dialogue between a Philosopher and a Student of the Common Laws of England (publ. 1681)
- 1668. Leviatã – tradução latina
- 1668. An answer to a book published by Dr. Bramhall, late bishop of Derry; called the Catching of the leviathan. Together with an historical narration concerning heresie, and the punishment thereof (publ. 1682)
- 1671. Three Papers Presented to the Royal Society Against Dr. Wallis. Together with Considerations on Dr. Wallis his Answer to them
- 1671. Rosetum Geometricum, sive Propositiones Aliquot Frustra antehac tentatae. Cum Censura brevi Doctrinae Wallisianae de Motu
- 1672. Lux Mathematica. Excussa Collisionibus Johannis Wallisii
- 1673. Tradução em inglês dos Iliada e Odisséia de Homero
- 1674. Principia et Problemata Aliquot Geometrica Antè Desperata, Nunc breviter Explicata & Demonstrata
- 1678. Decameron Physiologicum: Or, Ten Dialogues of Natural Philosophy
- 1679. Thomae Hobbessii Malmesburiensis Vita. Authore seipso – autobiografia em latim
  - Traduzida para o inglês em 1680

### Obras póstumas
- 1680. An Historical Narration concerning Heresie, And the Punishment thereof
- 1681. Behemoth, or The Long Parliament
  - Escrita em 1668, não publicada a pedido do Rei
  - Primeira edição pirata: 1679
- 1682. Seven Philosophical Problems (tradução inglesa de Problematica Physica, 1662)
- 1682. A Garden of Geometrical Roses (tradução inglesa de Rosetum Geometricum, 1671)
- 1682. Some Principles and Problems in Geometry (tradução inglesa de Principia et Problemata, 1674)
- 1688. Historia Ecclesiastica Carmine Elegiaco Concinnata

### Edições completas

#### Edições de Molesworth
Compiladas por William Molesworth.
| Volume     | Obras em destaque                                      |
| ---------- | ------------------------------------------------------ |
| Volume I   | Elementorum Philosophiae I: De Corpore                 |
| Volume II  | Elementorum Philosophiae II e III: De Homine e De Cive |
| Volume III | Versão latina de Leviatã.                              |
| Volume IV  | Vários sobre matemática, geometria e física            |
| Volume V   | Várias obras curtas.                                   |

| Volume    | Obras em destaque |
| --------- | --- |
| Volume 1  | De Corpore traduzido do latim para o inglês. |
| Volume 2  | De Cive. |
| Volume 3  | Leviatã |
| Volume 4  | - TRIPOS; em Três Discursos: # Human Nature, or the Fundamental Elements of Policy # De Corpore Politico, or the Elements of Law # Of Liberty and Necessity - An Answer to Bishop Bramhall's Book, called "The Catching of the Leviatã" - An Historical Narration concerning Heresy, and the Punishment thereof - Considerations upon the Reputation, Loyalty, Manners, and Religion of Thomas Hobbes - Answer to Sir William Davenant's Preface before "Gondibert" - Letter to the Right Honourable Edward Howard |
| Volume 5  | The Questions concerning Liberty, Necessity and Chance, clearly stated and debated between Dr Bramhall Bishop of Derry and Thomas Hobbes of Malmesbury. |
| Volume 6  | - A Dialogue Between a Philosopher & a Student of the Common Laws of England - A Dialogue of the Common Law - Behemoth: the History of the Causes of the Civil Wars of England, and of the Counsels and Artifices By Which They Were Carried on From the Year 1640 to the Year 1660 - The Whole Art of Rhetoric (tradução de Hobbes de seu próprio resumo em latim da Retórica de Aristóteles, publicado em 1637 com o título A Briefe of the Art of Rhetorique) - The Art of Rhetoric Plainly Set Forth. With Pertinent Examples For the More Easy Understanding and Practice of the Same (esta obra não é de Hobbes, mas de Dudley Fenner, The Artes of Logike and Rethorike, 1584) - The Art of Sophistry |
| Volume 7  | - Seven Philosophical Problems - Decameron Physiologicum - Proportion of a straight line to half the arc of a quadrant - Six lessons to the Savilian Professors of the Mathematics - ΣΤΙΓΜΑΙ, or Marks of the absurd Geometry etc. of Dr Wallis - Extract of a letter from Henry Stubbe - Three letters presented to the Royal Society against Dr Wallis - Considerations on the answer of Dr Wallis - Letters and other pieces |
| Volume 8  | History of the Peloponnesian War, de Tucídides, traduzida para o inglês por Hobbes. |
| Volume 9  | History of the Peloponnesian War, de Tucídides, traduzida para o inglês por Hobbes. |
| Volume 10 | The Iliad e The Odyssey, traduzidas para o inglês por Hobbes |
| Volume 11 | Índice |

#### Obras póstumas não incluídas nas edições de Molesworth
| Obra | Ano de publicação                                                | Editor                                           | Observações |
| --- | ---------------------------------------------------------------- | ------------------------------------------------ | --- |
| The Elements of Law, Natural and Politic (1.ª edição completa)                                                                 | Londres: 1889                                                    | Ferdinand Tönnies, com prefácio e notas críticas | |
| “Short Tract on First Principles”. Pp. 193–210 em Elements, Apêndice I.                                                        | Londres: 1889                                                    | Ferdinand Tönnies, com prefácio e notas críticas | Atribuído por críticos importantes a Robert Payne |
| Tractatus opticus II (1.ª edição parcial) Pp. 211–226 em Elements, Apêndice II.                                                | Londres: 1889                                                    | Ferdinand Tönnies, com prefácio e notas críticas | 1639, British Library, Harley MS 6796, ff. 193–266 |
| Tractatus opticus II (1.ª edição completa) Pp. 147–228 em Rivista critica di storia della filosofia 18                         | 1963                                                             | Franco Alessio                                   | Sem os diagramas |
| Critique du 'De mundo' de Thomas White                                                                                         | Paris: 1973                                                      | Jean Jacquot e Harold Whitmore Jones             | Inclui três apêndices: - De Motibus Solis, Aetheris & Telluris (pp. 439–447: poema em latim sobre o movimento da Terra). - Notas em inglês sobre uma redação antiga de alguns capítulos de De Corpore (julho de 1643; pp. 448–460: MS 5297, National Library of Wales). - Notas para Logica e Philosophia prima de De Corpore (pp. 461–513: Chatsworth MS A10 e anotações de Charles Cavendish sobre um rascunho de De Corpore: British Library, Harley MS 6083). |
| Of the Life and History of Thucydides Pp. 10–27 em Hobbes's Thucydides                                                         | New Brunswick: 1975                                              | Richard Schlatter                                | |
| Three Discourses: A Critical Modern Edition of Newly Identified Work of the Young Hobbes (TD) Pp. 10–27 em Hobbes's Thucydides | Chicago: 1975                                                    | Noel B. Reynolds e Arlene Saxonhouse             | Inclui: - “A Discourse upon the Beginning of Tacitus,” pp. 31–67. - “A Discourse of Rome,” pp. 71–102. - “A Discourse of Law,” pp. 105–119. |
| Thomas Hobbes' A Minute or First Draught of the Optiques: A Critical Edition                                                   | University of Wisconsin-Madison: 1983 – dissertação de doutorado | Elaine C. Stroud                                 | British Library, Harley MS 3360 |
| Of Passions Pp. 729–738 em Rivista di storia della filosofia 43                                                                | 1988                                                             | Anna Minerbi Belgrado                            | Edição do manuscrito inédito Harley 6093 |
| The Correspondence of Thomas Hobbes (I: 1622–1659; II: 1660–1679) Clarendon Edition, vol. 6–7                                  | Oxford: 1994                                                     | Noel Malcolm                                     | |

### Traduções em inglês moderno
- De Corpore, Part I. Computatio Sive Logica. Editado com ensaio introdutório por L. C. Hungerland e G. R. Vick. Tradução e comentários por A. Martinich. Nova York: Abaris Books, 1981.
- Thomas White's De mundo Examined, tradução por H. W. Jones, Bradford: Bradford University Press, 1976 (os apêndices da edição latina (1973) não estão incluídos).

### Novas edições críticas das obras de Hobbes
- Clarendon Edition of the Works of Thomas Hobbes, Oxford: Clarendon Press (10 volumes publicados de 27 planejados).
- Traduction des œuvres latines de Hobbes, sob a direção de Yves Charles Zarka, Paris: Vrin (5 volumes publicados de 17 planejados).

### Citações
1. ↑  Lloyd, Sharon A.; Sreedhar, Susanne, «Hobbes's Moral and Political Philosophy», in:  Zalta, Edward N.; Nodelman, Uri, The Stanford Encyclopedia of Philosophy Fall 2022 ed. , Metaphysics Research Lab, Stanford University
2. ↑  Williams, Garrath. «Hobbes, Thomas: Moral and Political Philosophy». Internet Encyclopedia of Philosophy. Consultado em 10 de março de 2023. Cópia arquivada em 6 de abril de 2019
3. ↑  Sheldon, Garrett Ward (2003). The History of Political Theory: Ancient Greece to Modern America. [S.l.]: Peter Lang. p. 253. ISBN 978-0-8204-2300-5
4. ↑  Hobbes, Thomas (1679). «Opera Latina». In:  Molesworth, William. Vita carmine expressa. I. London: [s.n.] p. 86
5. ↑  Jacobson, Norman; Rogow, Arnold A. (1986). «Thomas Hobbes: Radical in the Service of Reaction». W.W. Norton. Political Psychology. 8 (3). 469 páginas. ISBN 978-0-393-02288-9. ISSN 0162-895X. JSTOR 3791051. LCCN 79644318. OCLC 44544062. doi:10.2307/3791051
6. 1 2 3 4 5 6 7 8  Sommerville, J.P. (1992). Thomas Hobbes: Political Ideas in Historical Context. [S.l.]: MacMillan. pp. 256–324. ISBN 978-0-333-49599-5
7. 1 2 3 4  Robertson 1911, p. 545.
8. ↑  «Philosophy at Hertford College». Oxford: Hertford College. Consultado em 24 de julho de 2009
9. ↑  Helden, Al Van. «Hobbes, Thomas». The Galileo Project. Rice University
10. ↑  King, Preston T. (1993). Thomas Hobbes: Politics and law. [S.l.]: Routledge. p. 89. ISBN 978-0-415-08083-5
11. ↑  Malcolm, Noel (2004). «Hobbes, Thomas (1588–1679), philosopher». Oxford Dictionary of National Biography online ed. Oxford University Press. doi:10.1093/ref:odnb/13400 (Requer Subscrição ou ser sócio da biblioteca pública do Reino Unido.)
12. ↑  «Thomas Hobbes». School of Mathematics and Statistics. Scotland: University of St Andrews
13. ↑  Schlatter, Richard, ed. (1975). Hobbes's Thucydides. New Brunswick: Rutgers University Press. pp. xxvii, 7. ISBN 978-0-8135-0783-5
14. ↑  Hobbes, Thomas (1995).  Reynolds, Noel B.; Saxonhouse, Arlene W., eds. Three Discourses: A Critical Modern Edition of Newly Identified Work of the Young Hobbes. [S.l.]: University of Chicago Press. ISBN 978-0-226-34545-1
15. 1 2 3 4  Robertson 1911, p. 546.
16. ↑  Bickley, F. The Cavendish family. [S.l.]: Houghton, Mifflin Company. ISBN 978-5-87487-145-1. Consultado em 22 de abril de 2024
17. ↑  Sommerville, J.P. (1992). Thomas Hobbes: Political Ideas in Historical Context. [S.l.]: MacMillan. pp. 11–12. ISBN 978-0-333-49599-5
18. 1 2 3 4 5 6 7 8  Robertson 1911, p. 547.
19. 1 2 3 4 5 6 7 8 9 10 11 12 13  Robertson 1911, p. 548.
20. ↑  Vardanyan, Vilen (2011). Panorama of Psychology. [S.l.]: AuthorHouse. p. 72. ISBN 978-1-4567-0032-4.
21. ↑  Aubrey, John (1898).  Clark, A., ed. Brief Lives: Chiefly of Contemporaries. II. Oxford: Clarendon Press. p. 277
22. ↑  Robertson 1911, p. 550.
23. ↑  «House of Commons Journal Volume 8». British History Online
24. 1 2 3 4  Robertson 1911, p. 551.
25. ↑  «Thomas Hobbes (1588-1679)». BBC
26. 1 2  Malcolm, Noel (2003). Aspects of Hobbes. Oxford: Oxford University Press. p. 80. ISBN 0199247145
27. ↑  Grounds, Eric; Tidy, Bill; Stilgoe, Richard (25 de novembro de 2014). The Bedside Book of Final Words. [S.l.]: Amberley Publishing Limited. p. 20. ISBN 978-1-4456-4464-6
28. ↑  Norman Davies, Europe: A history p. 687
29. ↑  Coulter, Michael L.; Myers, Richard S.; Varacalli, Joseph A. (5 de abril de 2012). Encyclopedia of Catholic Social Thought, Social Science, and Social Policy: Supplement. [S.l.]: Scarecrow Press. p. 140. ISBN 978-0-8108-8275-1
30. ↑  Hobbes, Thomas (10 de novembro de 2021). «Thomas Hobbes - Political Philosophy». Britannica. Consultado em 10 de novembro de 2021. Cópia arquivada em 8 de julho de 2015
31. ↑  Malcolm, Noel (2003). «Hobbes's Science of Politics and His Theory of Science». Aspects of Hobbes Online ed. [S.l.]: Oxford Scholarship Online. pp. 147–155. ISBN 9780199247141. doi:10.1093/0199247145.001.0001
32. ↑  Gaskin. «Introduction». Human Nature and De Corpore Politico. [S.l.]: Oxford University Press. p. xxx
33. ↑  «Chapter XIII.: Of the Natural Condition of Mankind As Concerning Their Felicity, and Misery.». Leviathan. [S.l.: s.n.] 4 de setembro de 2022. Consultado em 23 de outubro de 2014. Cópia arquivada em |arquivourl= requer |arquivodata= (ajuda) 🔗 Parâmetro desconhecido |data de arquivamento= ignorado (ajuda)
34. ↑  Parte I, Chapter XIV. Of the First and Second Naturall Lawes, and of Contracts. (Not All Rights are Alienable), Leviathan: "And therefore there be some Rights, which no man can be understood by any words, or other signes, to have abandoned, or transferred. As first a man cannot lay down the right of resisting them, that assault him by force, to take away his life; because he cannot be understood to ayme thereby, at any Good to himselfe. The same may be sayd of Wounds, and Chayns, and Imprisonment".
35. ↑  Gaskin. «Of the Rights of Sovereigns by Institution». Leviathan. [S.l.]: Oxford University Press. p. 117
36. ↑  "1000 Makers of the Millennium", p. 42. Dorling Kindersley, 1999
37. ↑  Peter, Kanzler (31 de maio de 2020). The Leviathan (1651), The Two Treatises of Government (1689), The Social Contract (1762), The Constitution of Pennsylvania (1776). [S.l.]: Peter Kanzler. 44 páginas. ISBN 978-1-716-89340-7
38. ↑  Vélez, F., La palabra y la espada (2014)
39. ↑  Ameriks, Karl; Clarke, Desmond M.  Chappell, Vere, ed. Hobbes and Bramhall on Liberty and Necessity (PDF). [S.l.]: Cambridge University Press. ISBN 978-0-511-49583-0. doi:10.1017/CBO9780511495830. Consultado em 9 de agosto de 2018
40. ↑  Robertson 1911, p. 549.
41. ↑  Boyd, Andrew (2008). «No. 2372: Hobbes and Wallis». The Engines of Our Ingenuity. Consultado em 14 de novembro de 2020
42. ↑  «Thomas Hobbes». The Stanford Encyclopedia of Philosophy. [S.l.]: Metaphysics Research Lab, Stanford University. 2021
43. ↑  p. 282 da edição de Molesworth.
44. ↑  Martinich, A. P. (1995). A Hobbes Dictionary. Cambridge: Blackwell. p. 35
45. ↑  Martinich, A. P. (1995). A Hobbes Dictionary. Cambridge: Blackwell. p. 31
46. ↑  Human Nature I.XI.5.
47. ↑  Leviathan III.xxxii.2. "...we are not to renounce our Senses, and Experience; nor (that which is undoubted Word of God) our naturall Reason".
48. ↑  Hobbes, Thomas (1995).  Reynolds, Noel B.; Saxonhouse, Arlene W., eds. Three Discourses: A Critical Modern Edition of Newly Identified Work of the Young Hobbes. [S.l.]: University of Chicago Press. ISBN 978-0-226-34545-1
49. ↑  Hobbes, Thomas. 1630. A Short Tract on First Principles, British Library, Harleian MS 6796, ff. 297–308.
50. ↑  Bernhardt, Jean. 1988. Court traité des premiers principes. Paris: PUF. (Edição crítica com comentário e tradução em francês).
51. ↑  Timothy Raylor, Franco Giudice, Stephen Clucas e Noel Malcolm atribuem a Payne. Karl Schuhmann, Cees Leijenhorst, Guilherme Rodrigues Neto e Frank Horstmann atribuem a Hobbes. Para argumentos pró-Payne, ver Timothy Raylor, Hobbes, Payne, and 'A Short Tract on First Principles'  (The Historical Journal, 44, 2001, pp. 29–58) e Noel Malcolm, Robert Payne, the Hobbes Manuscripts, and the 'Short Tract  (em: Aspects of Hobbes. Oxford: Oxford University Press, 2002, pp. 80–145). Para argumentos pró-Hobbes, ver Karl Schuhmann, Le 'Short Tract', première oeuvre philosophique de Hobbes (Hobbes Studies, 8, 1995, pp. 3–36) e Frank Horstmann, Der Grauvließer. Robert Payne und Thomas Hobbes als Urheber des 'Short Tract  (Berlin: epubli, 2020, ISBN 978-3-752952-92-6).
52. ↑  Harwood, John T., ed. 1986. The Rhetorics of Thomas Hobbes and Bernard Lamy. Carbondale: Southern Illinois University Press. (Apresenta nova edição da obra).
53. ↑  Schuhmann, Karl (1998). «Skinner's Hobbes». British Journal for the History of Philosophy. 6 (1): 115. doi:10.1080/09608789808570984 p. 118.
54. ↑  Skinner, Quentin. [2002] 2012. Hobbes and Civil Science, (Visions of Politics 3). Cambridge: Cambridge University Press. doi:10.1017/CBO9780511613784. (Skinner confirma a posição de Schuhmann: p. 4, fn. 27.)
55. ↑  Evrigenis, Ioannis D. «Images of Anarchy: The Rhetoric and Science in Hobbes's State of Nature». Cambridge University Press (Resumo desse episódio confuso, além de bibliografia relevante. p. 48 n. 13)
56. ↑  Hobbes, Thomas. 1639. Tractatus opticus II. ver British Library, Harley MS 6796, ff. 193–266.
57. ↑  Edição completa em 1963. Para datações, ver Horstmann, Frank. 2006. Nachträge zu Betrachtungen über Hobbes' Optik. Berlin: Mackensen. ISBN 978-3-926535-51-1. pp. 19–94.
58. ↑  Análise crítica de Thomas White (1593–1676) De mundo dialogi tres, Paris, 1642.
59. ↑  Elaine Condouris Stroud, Thomas Hobbes' A Minute Or First Draught of the Optiques: A Critical Edition, The University of Wisconsin-Madison, Ph.D., 1983.
60. ↑  Há divergências se Hobbes fez essa tradução. Para o argumento pró-Hobbes, veja a introdução de H. Warrender em De Cive: The English Edition em The Clarendon Edition of the Works of Thomas Hobbes (Oxford, 1984). Para o argumento contra, veja Noel Malcolm, “Charles Cotton, Translator of Hobbes's De Cive” em Aspects of Hobbes (Oxford, 2002)
61. ↑  Edição crítica: Court traité des premiers principes, texto, tradução em francês e comentário de Jean Bernhardt, Paris: PUF, 1988

### Recursos gerais
- MacDonald, Hugh & Hargreaves, Mary. Thomas Hobbes, a Bibliography, London: The Bibliographical Society, 1952.
- Hinnant, Charles H. (1980). Thomas Hobbes: A Reference Guide, Boston: G. K. Hall & Co.
- Garcia, Alfred (1986). Thomas Hobbes: bibliographie internationale de 1620 à 1986 (em francês), Caen: Centre de Philosophie politique et juridique Université de Caen.

### Estudos críticos
- Brandt, Frithiof (1928). Thomas Hobbes' Mechanical Conception of Nature, Copenhagen: Levin & Munksgaard.
- Jesseph, Douglas M. (1999). Squaring the Circle. The War Between Hobbes and Wallis, Chicago: University of Chicago Press.
- Leijenhorst, Cees (2002). The Mechanisation of Aristotelianism. The Late Aristotelian Setting of Thomas Hobbes' Natural Philosophy, Leiden: Brill.
- Lemetti, Juhana (2011). Historical Dictionary of Hobbes's Philosophy, Lanham: Scarecrow Press.
- Macpherson, C. B. (1962). The Political Theory of Possessive Individualism: Hobbes to Locke, Oxford: Oxford University Press.
- Malcolm, Noel (2002). Aspects of Hobbes, New York: Oxford University Press.
- MacKay-Pritchard, Noah (2019). "Origins of the State of Nature", London
- Malcolm, Noel (2007). Reason of State, Propaganda, and the Thirty Years' War: An Unknown Translation by Thomas Hobbes, New York: Oxford University Press.
- Manent, Pierre (1996). An Intellectual History of Liberalism, Princeton: Princeton University Press.
- Martinich, A. P. (2003) "Thomas Hobbes" in The Dictionary of Literary Biography, Volume 281: British Rhetoricians and Logicians, 1500–1660, Second Series, Detroit: Gale, pp. 130–144.
- Martinich, A. P. (1995). A Hobbes Dictionary, Cambridge: Blackwell.
- Martinich, A. P. (1997).  Thomas Hobbes, New York: St. Martin's Press.
- Martinich, A. P. (1992). The Two Gods of Leviatã: Thomas Hobbes on Religion and Politics, Cambridge: Cambridge University Press.
- Martinich, A. P. (1999). Hobbes: A Biography, Cambridge: Cambridge University Press.
- Narveson, Jan; Trenchard, David (2008). «Hobbes, Thomas (1588–1676)». In:  Hamowy, Ronald. Hobbes, Thomas (1588–1679). The Encyclopedia of Libertarianism. Thousand Oaks, CA: Sage; Cato Institute. pp. 226–227. ISBN 978-1-4129-6580-4. LCCN 2008009151. OCLC 750831024. doi:10.4135/9781412965811.n137. Consultado em 12 de março de 2019
- Oakeshott, Michael (1975). Hobbes on Civil Association, Oxford: Basil Blackwell.
- Parkin, Jon, (2007), Taming the Leviatã: The Reception of the Political and Religious Ideas of Thomas Hobbes in England 1640–1700, [Cambridge: Cambridge University Press]
- Pettit, Philip (2008). Made with Words. Hobbes on Language, Mind, and Politics, Princeton: Princeton University Press.
- Robinson, Dave and Groves, Judy (2003). Introducing Political Philosophy, Icon Books. ISBN 978-1-84046-450-4.
- Ross, George MacDonald (2009). Starting with Hobbes, London: Continuum.
- Shapin, Steven e Schaffer, Simon (1995). Leviatã and the Air-Pump. Princeton: Princeton University Press.
- Skinner, Quentin (1996). Reason and Rhetoric in the Philosophy of Hobbes, Cambridge: Cambridge University Press.
- Skinner, Quentin (2002). Visions of Politics. Vol. III: Hobbes and Civil Science, Cambridge: Cambridge University Press
- Skinner, Quentin (2008). Hobbes and Republican Liberty, Cambridge: Cambridge University Press.
- Skinner, Quentin (2018). From Humanism to Hobbes: Studies in Rhetoric and Politics, Cambridge: Cambridge University Press.

- Stauffer, Devin (2018). Hobbes's Kingdom of Light: A Study of the Foundations of Modern Political Philosophy, Chicago: The University of Chicago Press.
- Stomp, Gabriella (ed.) (2008). Thomas Hobbes, Aldershot: Ashgate.
- Strauss, Leo (1936). The Political Philosophy of Hobbes; Its Basis and Its Genesis, Oxford: Clarendon Press.
- Strauss, Leo (1959). “On the Basis of Hobbes's Political Philosophy” em What Is Political Philosophy?, Glencoe, IL: Free Press, cap. 7.
- Tönnies, Ferdinand (1925). Hobbes. Leben und Lehre, Stuttgart: Frommann, 3.ª ed.
- Tuck, Richard (1993). Philosophy and Government, 1572–1651, Cambridge: Cambridge University Press.
- Vélez, Fabio (2014). La palabra y la espada: a vueltas con Hobbes, Madrid: Maia.
- Vieira, Monica Brito (2009). The Elements of Representation in Hobbes, Leiden: Brill Publishers.
- Zagorin, Perez (2009). Hobbes and the Law of Nature, Princeton NJ: Princeton University Press.